# 布拉德·霍普
布拉德利·邦特·霍普（Bradley Bonte Hawpe，1979年6月22日—）出生于美国德克萨斯州沃思堡，是美国职棒大联盟聖地牙哥教士的內野手。

## 高中及大学时期
霍普曾就读於沃思堡的博斯维尔高中，当时他的学校棒球队中充当一垒手和投手。他还和球队一起获得过德州的冠军。
高中毕业後霍普进入路易斯安那州立大学就读，他和路易斯安那州立大学老虎队一起赢得了2000年的大学世界系列赛。

## 职业生涯
霍普在1998年大联盟选秀大会上被多伦多蓝鸟在第47轮选中，但他并没有和球队签约。两年後他再度进入大联盟选秀，这次被科罗拉多落矶在第11轮选中，并和球队签约。
霍普在小联盟的四个赛季表现出色。2000年他入选了西北联盟的全明星赛，2002年获得卡罗莱纳联盟MVP，2003年获得德州联盟全明星赛MVP。
2004年5月1日，霍普首次登上大联盟，那个赛季他在大联盟出场42次。
2005年是霍普在大联盟的第一个完整赛季，在101场比赛中击出9支全垒打和47分打点，他的保送和打点分别排在国联新秀的第三和第四位。霍普在守备上也表现出他的实力，这个赛季一共有10次外野助杀，排名国联第五位，同时创造了落矶队的新人纪录，在队史上也排名第八位。
2006年霍普几乎每项数据都创下生涯新高。这个赛季他出场150次，打击率2成92，并有22支全垒打和84分打点。他也成为队史上第四位击出超过20支全垒打的左打者。他的16次外野助杀排名大联盟第二，仅次於华盛顿国民的阿方索·索里亚诺，在队史上也排名第二，仅次於丹堤·比薛特在1999年的17次外野助杀。
2007年是霍普迄今为止打得最好的一个赛季，29支全垒打、11分打点、3成87上垒率和5成39长打率均创下生涯新高。他在两出局後击出66分打点，创造队史新纪录。他随球队一起获得国联冠军，并打入世界大赛，但以0比4负于波士顿红袜。
尽管季中由于右腿后腱拉伤而错过了一部分比赛，霍普在2008年还是继续保持着不错的状态，击出25支全垒打和85分打点。但守备方面表现不够理想，守备率（.956）和守备范围因子（1.50）都是所有大联盟右外野手中最低的，失误数（9次）则是右外野手中最高的。
2009年霍普首次入选全明星赛，他还和一同入选全明星赛的队友杰森·马奎斯一起买了30个球棒和50件全明星赛T恤送给队友。他在比赛的七局下半险些击出全垒打，但被卡尔·克劳福接杀出局。

## 私人生活
霍普和妻子金拥有一个女儿艾弗莉·格雷斯（Avery Grace），她在2004年10月12日出生。